# MuLinux
muLinux és una minidistribució de Linux que cap en un disquet i opera des d'aquest, en la memòria RAM, encara que pot ser instal·lada en el disc dur, pot usar-se des d'una computadora que tingui una disquetera i un processador compatible amb Intel.
muLinux té diverses aplicacions:
- Educació
- Reparació de sistemes
- Utilitzar equips vells (maquinari antics)

## Algunes característiques
- Es pot usar en computadors sense ports de Cd-rom, només amb una disquetera.
- Utilitza la memòria, la qual cosa implica que pot o no ser instal·lada.
- Pot ser instal·lada en el disc dur.
- Usa el sistema d'arxius Ext2.
- Comandos bàsics propis de GNU/Linux.
- La capacitat de guardar les dades de configuració de l'usuari en ell.
- Es pot connectar a Internet i permet accés a serveis comuns de la xarxa com a correu electrònic, ftp i http.
- Es pot descarregar 12 disquets amb aplicacions addicionals com a cercadors web, el sistema X Window, Samba, etc.

## Desavantatges
- No és apropiat per configurar múltiples usuaris.
- La seva èmfasi no és usar els programes més recents, per que té components antics, com el nucli 2.0.36.[1]

## Requisits del sistema
muLinux solament requereix un maquinari mínim, per tant, probablement s'executarà en molts ordinadors completament obsolets però que àdhuc funcionin. Algunes computadores de mitjans els anys 80 o de principis dels 90 poden necessitar memòria SIMM addicional per tenir suficient RAM però, de totes maneres, els requeriments són sol una mica més alts que els de Windows 3.1, així que una computadora que encara funcioni, on va poder córrer Windows 3.1 quan va sortir en 1992, és probable que sigui capaç de manejar una unitat de disc dur.
Per a la instal·lació de muLinux cal:
- 4 MB de RAM si corre des d'un disc dur.
- 16 MB de RAM si és iniciat des de disquets, pot iniciar-se des d'un disquet amb sol 8 MB.[3]
- Prop de 20 MB d'espai en el disc dur.
- Un processador Intel 80386 o posterior.